# Транспорт в Турция
Турция разполага с едни от най-добре развитите сухоземни, водни (речни и морски) и въздушни транспортни връзки в Европа.

## Автомобилен транспорт

### Общ преглед
- Магистралите са с контролиран достъп, които са официално наречени Otoyol. Но не е необичайно хората в Турция да ги наричат Отобан (има предвид Autobahn), тъй като този тип пътища навлизат в популярната култура чрез турците в Германия. Те също зависят от Главната дирекция на магистралите, с изключение на тези, които се финансират с BOT модел.

- Държавните пътища (Devlet Yolları) са исторически и безплатни пътни мрежи, наречени държавни пътища, които са изцяло под отговорността на Генералната дирекция по магистрали, с изключение на градските участъци (като участъците, попадащи във вътрешната част на околовръстните пътища на Анкара, Истанбул или Измир Дори и да притежават предимно двойни платна и разклонения, те също имат светофари и кръстовища.

- Провинциалните пътища (Il Yolları) са магистрали от второстепенно значение, свързващи области в рамките на една провинция помежду си, провинциалния център, областите в съседните провинции, държавните пътища, жп гари, морски пристанища и летища.

- Магистрали: 3.523 км (2021)

- Двойни платна: 28.200 км (март 2021 г.)

- Държавни магистрали: 31.021 км (2021)

- Провинциални пътища: 34.153 (2021)

- Автострадни проекти – Vision 5250 км (през 2023 г.)

## Висящи Мостове
- Босфорски мост
- Осман Гази (мост)
- Фатих Султан Мехмед (мост)
- Чанаккале (мост)
- Явуз Султан Селим (мост)

## Въздушен транспорт

### Летища
Летища с асфалтирани писти
Летища с неасфалтирани писти

## Речен транспорт
Водни пътища
Пристанища: 
Морски търговец:
Кораби по вид: